# Alexandr Litviněnko
Alexandr Valterovič Litviněnko, rusky Александр Вальтерович Литвиненко (4. prosince 1962 Voroněž, Sovětský svaz – 23. listopadu 2006 Londýn, Spojené království) byl agent KGB a FSB, který zběhl do Velké Británie a začal pracovat pro britskou MI6. Litviněnko začal sympatizovat s čečenskými džihádisty a přijal jejich formu islámu. Byl ostrým kritikem prezidenta Putina, především kvůli jeho politice v Čečensku. V roce 2000 emigroval do Velké Británie, kde získal azyl a v roce 2006 také britské občanství. Na začátku listopadu 2006 byl otráven radioaktivním poloniem a 23. listopadu na následky otravy zemřel.

## Život
V roce 1988 začal pracovat v kontrarozvědce KGB, od roku 1991 sloužil v centrále FSB. Za účinnou činnost při boji s organizovaným zločinem byl vyznamenán titulem veterána MUR (Kriminalistické oddělení moskevské milice). V roce 1997 byl přeřazen do přísně tajné správy pro rozpracovávání zločineckých organizací FSB na funkci staršího operativního spolupracovníka a zástupce náčelníka 7. oddělení.
Na tiskové konferenci v listopadu 1998 zveřejnil, že dostával rozkazy v rozporu se zákony. V březnu 1999 byl zatčen a umístěn ve vazební věznici Lefortovo. Soudní jednání skončilo osvobozením, ale hned poté byl v budově soudu zatčen FSB s jiným obviněním, které bylo nakonec uzavřeno, aniž by bylo zahájeno soudní řízení. Po propuštění z druhé vazby a po písemném závazku, že neopustí zemi, bylo proti němu zahájeno další šetření. Přes závazek brzy s pomocí předsedy Nadace občanských svobod Alexandra Goldfarba odjel z Ruska a v květnu 2001 obdržel politický azyl ve Velké Británii.
V knize FSB vyhazuje Rusko do povětří (anglicky FSB blows up Russia, rusky ФСБ взрывает Россию) napsané spolu s Jurijem Felštinským uvedl verzi, že teroristické atentáty v roce 1999 na obytné domy v Moskvě a Volgodoňsku byly připraveny a provedeny agenty FSB s úmyslem svést odpovědnost na Čečeny a získat tak záminku k obnovení čečenské války. Litviněnko také tvrdil, že Vladimir Putin stál za vraždou novinářky Anny Politkovské.

### Otrava a smrt

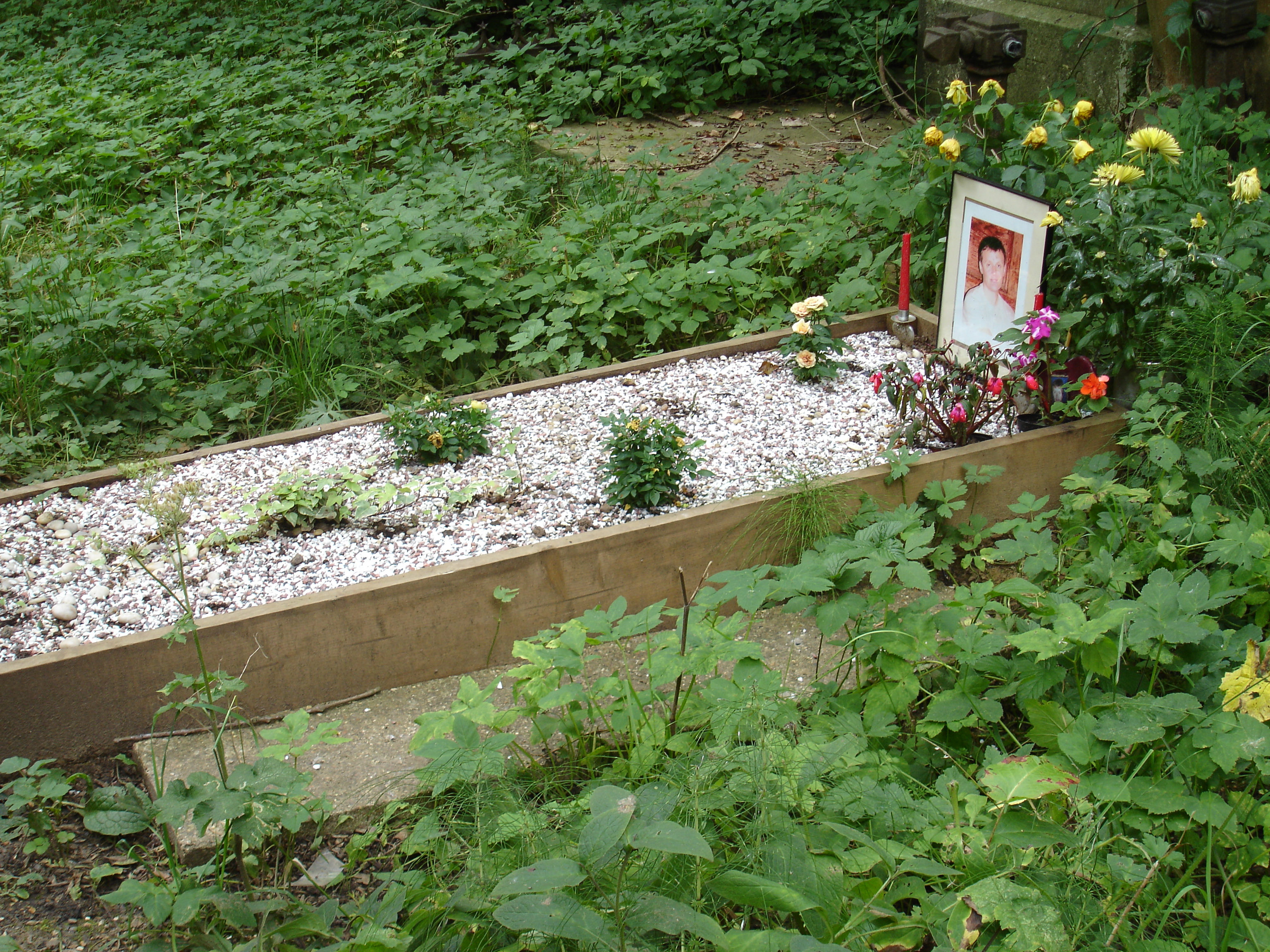
Litviněnkův hrob

1. listopadu 2006 Litviněnko náhle onemocněl. Novinářům řekl, že se ten den setkal se dvěma bývalými agenty KGB. Jeden z nich byl Dmitrij Kovtun a druhým Andrej Lugovoj, který býval bodyguardem ruského expremiéra Jegora Gajdara (i ten byl v listopadu 2006 otráven.) Později se Litviněnko setkal též s italským akademikem Mariem Scaramellou, který mu předal informace o smrti Anny Politkovské, ruské novinářky, zastřelené v říjnu 2006 v Moskvě.[zdroj?] Scaramella tvrdil, že se s Litviněnkem setkal proto, aby ho varoval před ruskou rozvědkou, která je oba chtěla údajně zlikvidovat. Scarammela byl v prosinci televizí Sky News označen za další oběť otravy poloniem.
Dne 23. listopadu 2006 Litviněnko na následky otravy zemřel. Ve svém posledním prohlášení obvinil ze své smrti ruského prezidenta Putina. Krátce před svou smrtí konvertoval k islámu.
Dne 22. května 2007 vyšla zpráva, že britský vyšetřovací tým obvinil z vraždy ruského obchodníka Andreje Lugového.

#### Veřejné soudní vyšetřování
V lednu 2015 začalo v Británii veřejné soudní vyšetřování Litviněnkovy smrti. V červenci bylo veřejné vyšetřování ukončeno, přičemž jeho závěry mají být kompletně zveřejněny koncem roku. Podle právníků není pochyb o přímém zapojení Ruska do vraždy Alexandra Litviněnka
V lednu 2016 soudce Robert Owen dospěl k závěru, že operaci FSB s cílem Litviněnka zabít pravděpodobně posvětil její tehdejší šéf Nikolaj Patrušev a nejspíš ji odsouhlasil také prezident Vladimir Putin. Za pachatele vraždy označil soud Andreje Lugového a Dmitrije Kovtuna.

## Umělecká zpracování Litviněnkova případu

### Dokumentární film
- Dokumentární film Kauza Litviněnko (Rebellion: The Litvinenko Case) natočil filmový režisér Andrej Někrasov, který doprovázel Litviněnka v obou posledních letech před jeho smrtí. Film byl uveden 26. května 2007 na filmovém festivalu v Cannes, do českých kin vstoupil 25. září 2008.

### Divadelní zpracování
- Dejvické divadlo zpracovalo poslední chvíle (otravu a smrt) Alexandra Litviněnka ve hře Vražda krále Gonzaga s premiérou v roce 2017.[16][17]

## Dílo
- Aleksander Litviněnko, Jurij Felštinskij, FSB blows up Russia, Liberty Publishing House, New York 2002, ISBN 0-914481-63-0
  - Teror v Rusku
  - Rusko a teror Archivováno 16. 7. 2007 na Wayback Machine.

Překlady:
- Závan nad Ruskem: Teror od Withina, S P I Books, srpen 2002, ISBN 1-56171-938-2
- Závan nad Ruskem: Tajemství Plota - návrat teroru KGB. Gardners Books, Leden 2007 ISBN 1-903933-95-1
- Závan nad Ruskem: Tajemství Plota - návrat teroru KGB. Ecounter Books, duben 2007, ISBN 1-59403-201-7
- Alexander Litviněnko, Lublaňská přestupní stanice (Gang z Lublaňky).2002. Na internetu: Litviněnko
- Litviněnko-Lublaňka, kniha o vzestupu Putina a FSB - byla v přípravě.

In Memoriam vyšly:
- Litviněnko, Marina; Goldbarf, Alex. Death of a dissident: the poisoning of Alexander Litvinenko and the return of the KGB.

Překlady:
- Litviněnková, Goldbarf. Smrt disidenta: Otrávení Alexandra Litviněnka a návrat KGB. 1. vyd. Jota, 2007. 408 S. ISBN 978-80-7217-505-5